# Mahmud Umar Fauzi
Mahmud Umar Fauzi (arab. محمود عمر فوزي; ur. 10 października 1919 w Kairze) – egipski zapaśnik walczący w stylu klasycznym. Olimpijczyk z Helsinek 1952, gdzie zajął piąte miejsce w wadze muszej do 52 kg.